# 梁才德
梁才德（？—），男，中华人民共和国外交官，曾任中华人民共和国驻康斯坦察总领事和中华人民共和国驻哥打基纳巴卢总领事。

## 生平
梁才德毕业于北京外国语学院匈牙利语专业，曾任驻匈牙利大使馆政务参赞、首席馆员。2011年，任外交部政策规划司副司级参赞。2016年5月，出任中华人民共和国驻康斯坦察总领事。2017年9月，出任中华人民共和国驻哥打基纳巴卢总领事。2022年4月，自驻哥打基纳巴卢总领事离任，改任外交部新闻司参赞、一级巡视员。2023年8月，任外交部离退休干部局副局长。